# Laura Hernández Selva
Laura Hernández (Elche, España, 13 de mayo de 1997) es una jugadora de balonmano que juega en el Balonmano Bera Bera de la División de Honor femenina de balonmano de España. También es internacional absoluta con la Selección femenina de balonmano de España.

## Biografía
Laura comenzó a jugar a balonmano en el CEIP Dama de Elche y de ahí pasó al Club Balonmano Elche. Su debut en el primer equipo femenino en División de Honor Femenina se produjo en enero de 2014, con 16 años, en un partido con el Prosetecnisa Zuazo.
Debutó en la Selección Nacional Absoluta en marzo del 2017, en un doble amistoso en Rumanía.
En mayo de 2020, Laura Hernández fichó por el Super Amara Bera Bera, con 23 años, tras jugar casi más de 150 partidos en la élite del balonmano femenino, tanto en Liga como en Copa, superando los 700 goles.
Fue convocada con la selección española para los Juegos Mediterráneos de 2022 en Argelia, y formó parte del equipo que consiguió ganar el torneo.  
Por otro lado, Laura Hernández obtuvo el Graduado en Enfermería en la Universidad de Alicante en el año 2019.

## Clubes
- Club Balonmano Elche (2012-20)
- Balonmano Bera Bera (2020- )